# Ченнот, Джозеф
Джозеф Ченнот (англ. Joseph Chennoth; 13 октября 1943, Коккамангалам, Британская Индия — 8 сентября 2020, Токио, Япония) — индийский прелат и ватиканский дипломат. Титулярный архиепископ Милевума с 24 августа 1999. Апостольский нунций в Центральноафриканской Республике и Чаде с 24 августа 1999 по 15 июня 2005. Апостольский нунций в Танзании с 15 июня 2005 по 15 августа 2011. Апостольский нунций в Японии с 15 августа 2011 по 8 сентября 2020.